# Böttchergasse (Weimar)

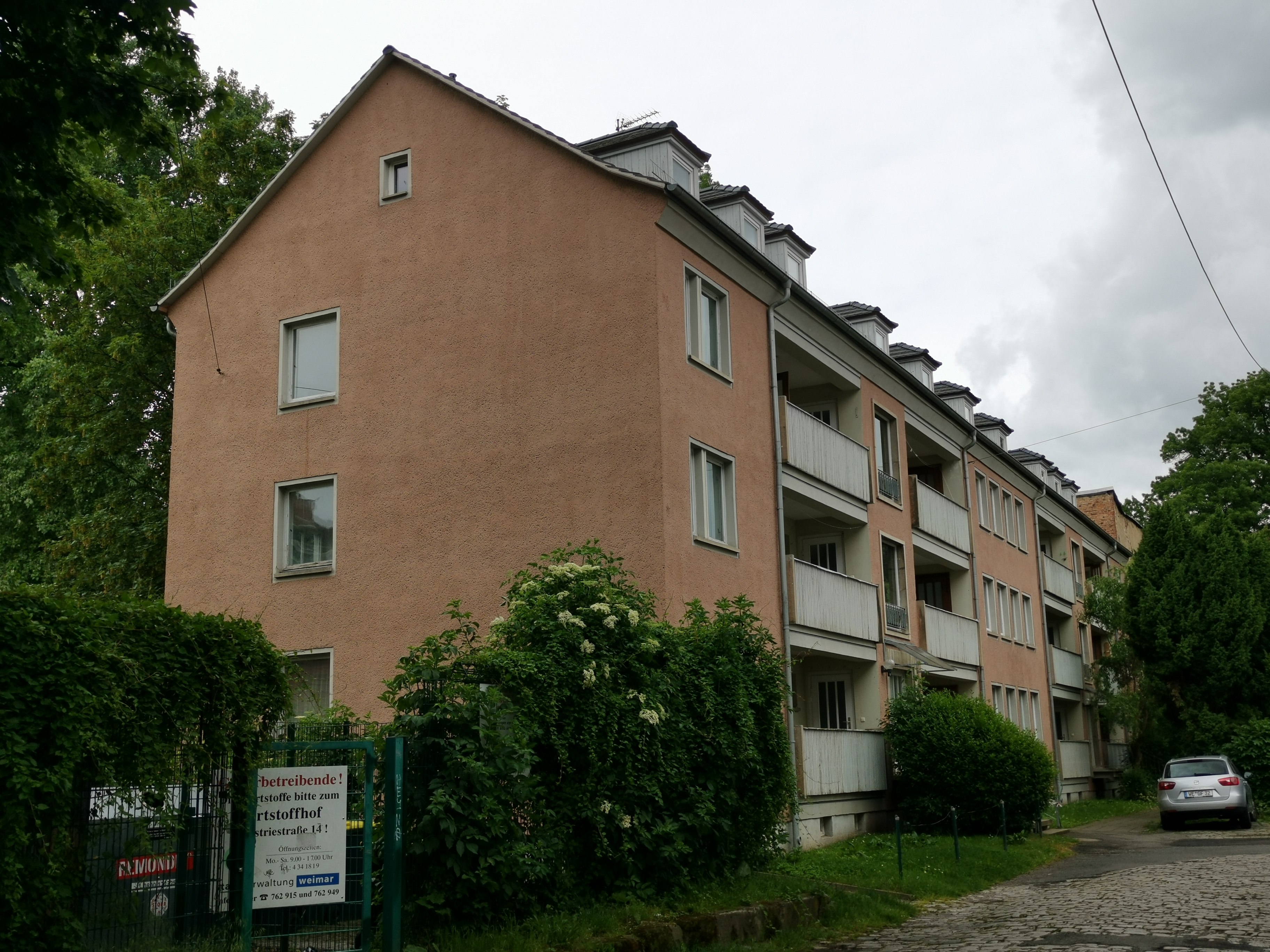
Wohngebäude Böttchergasse 1–3 aus den 60er Jahren

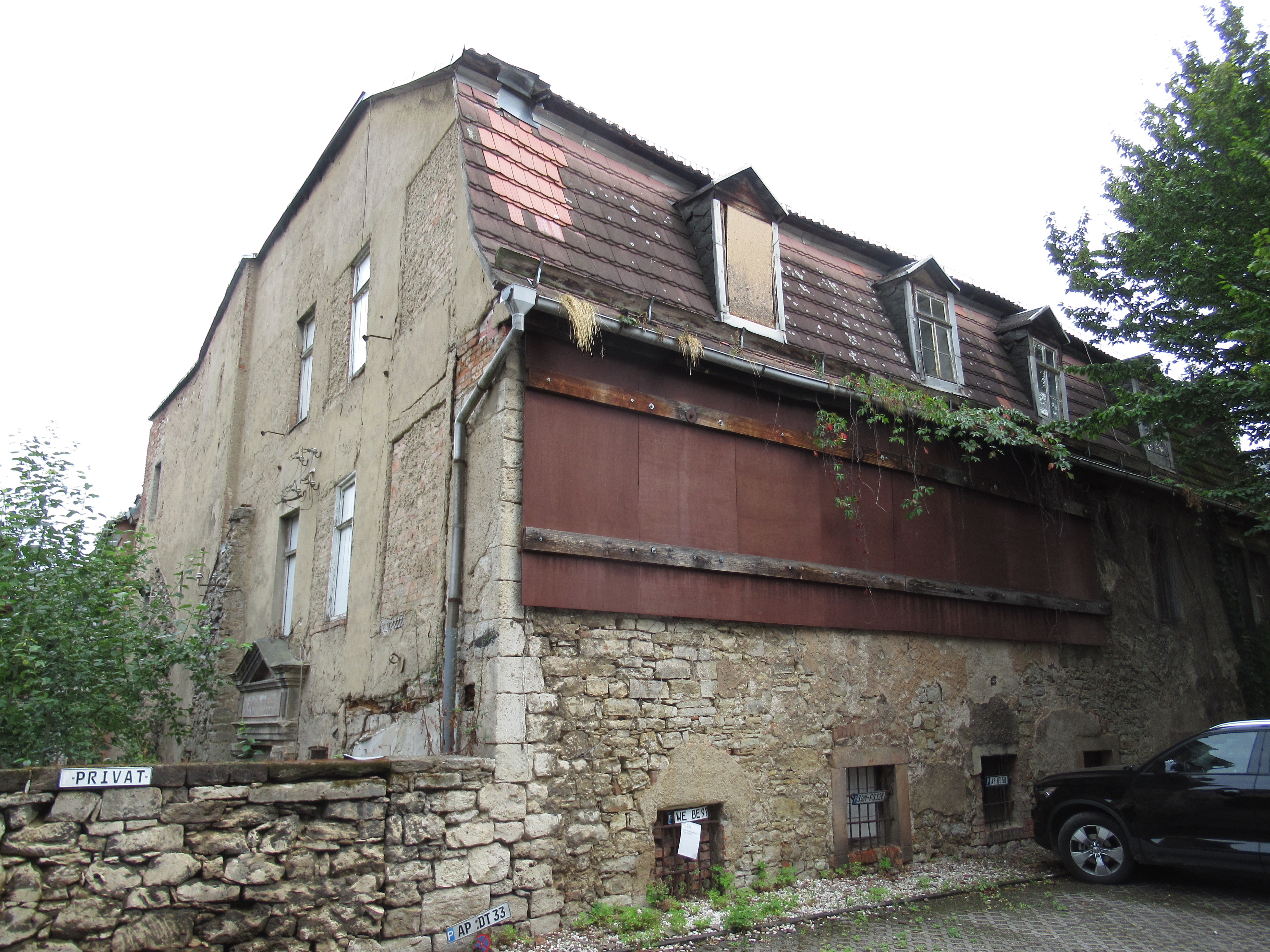
Ehemaliges Zucht- und Waisenhaus in der Böttchergasse 9 vom westlich davon gelegenen Parkplatz aus gesehen

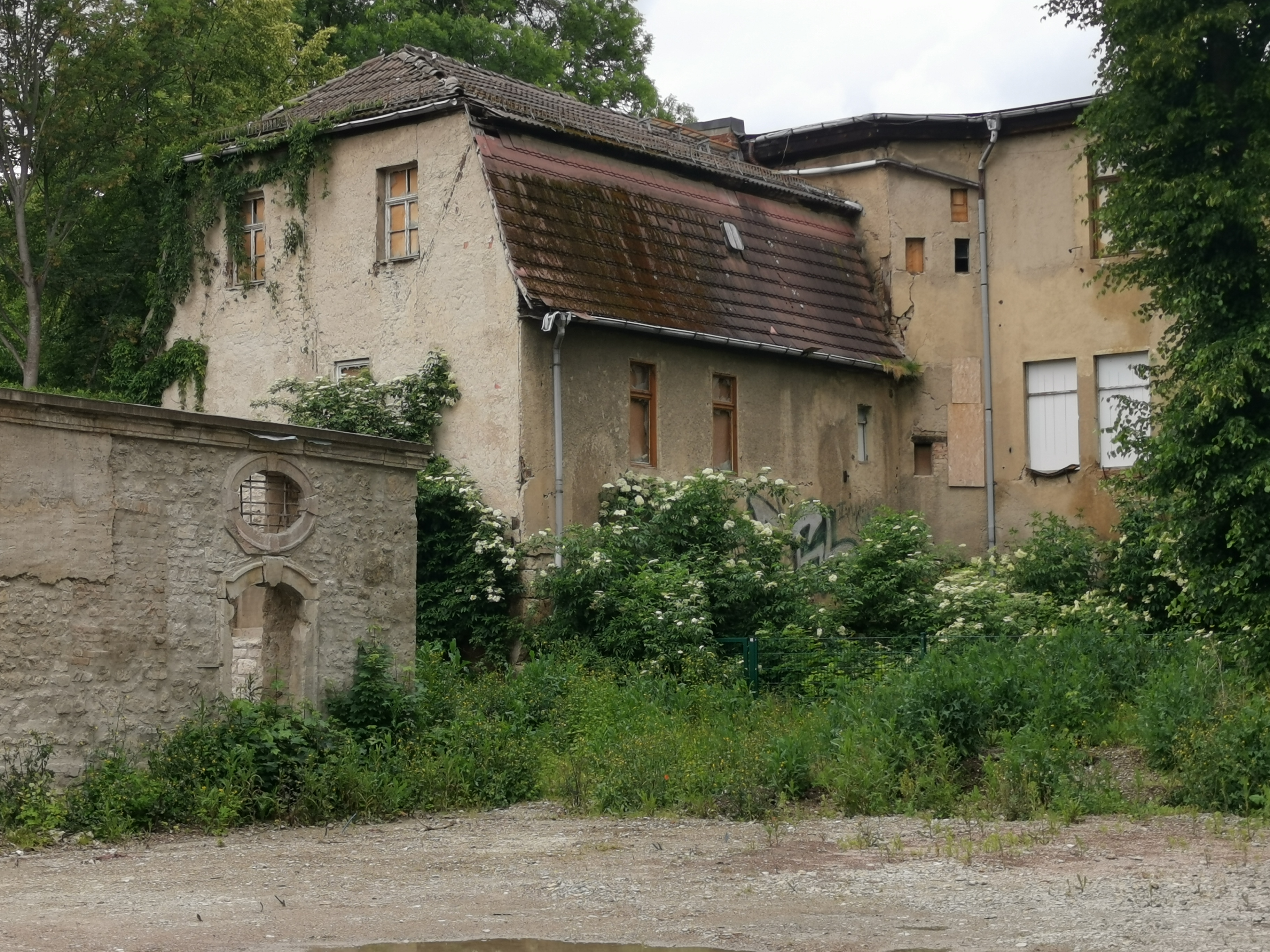
Blick auf die Rückseite des ehemaligen Zucht- und Waisenhausen von Südost. Links die verbliebene Erdgeschosswand des Weimarer Zeughauses, Ansicht vom Fußweg am Zeughof

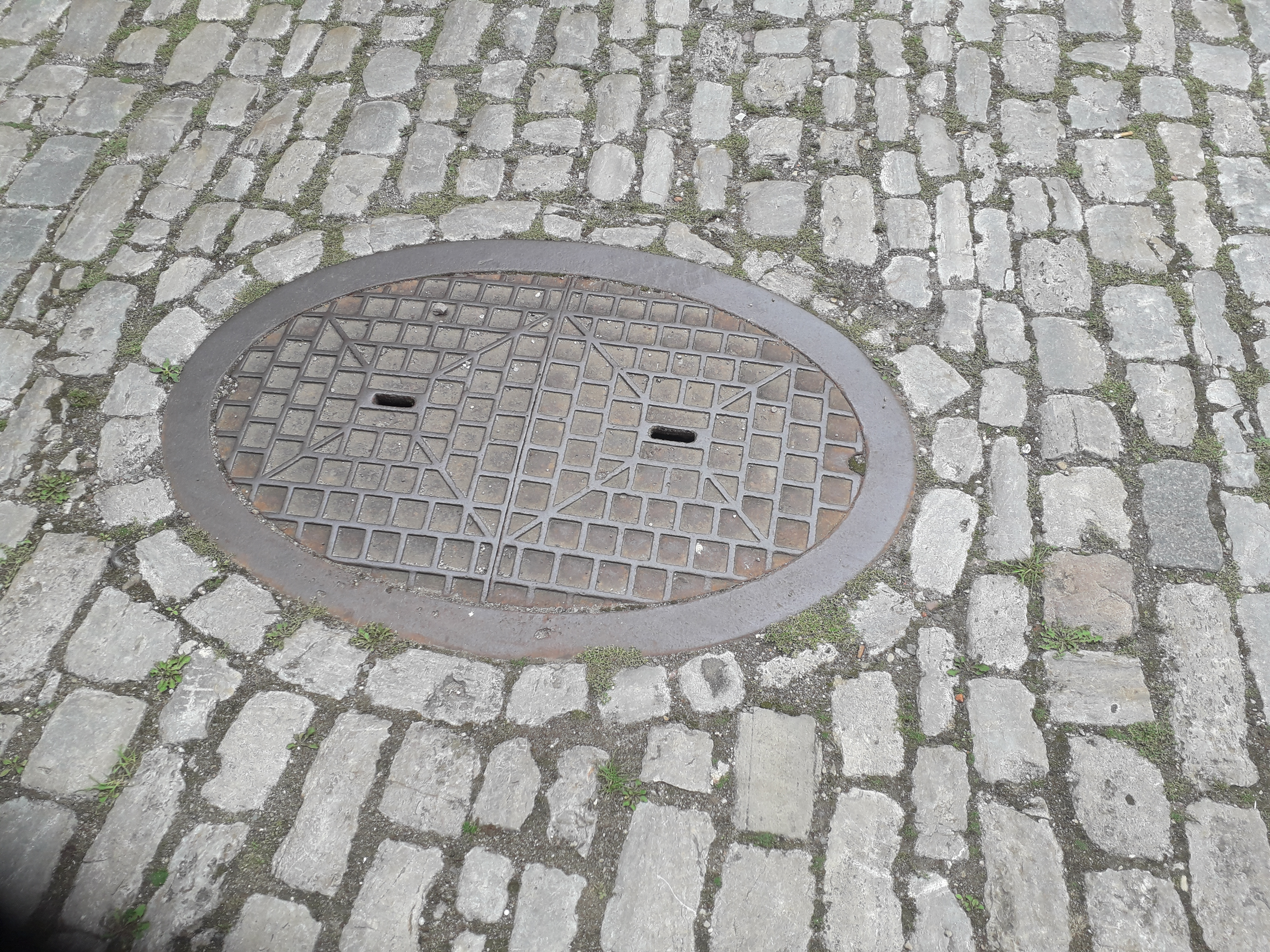
Historischer Kanaldeckel in der Böttchergasse

Die Böttchergasse in Weimar hat ihren Namen der Böttcher her, die hier ansässig waren.
Die Böttchergasse hieß ehemals Hinterm Zuchthause. Seit 1853 trägt sie den Namen Böttchergasse. Die gesamte Böttchergasse steht auf der Liste der Kulturdenkmale in Weimar (Sachgesamtheiten und Ensembles).
Südlich der Böttchergasse befand sich das Zeughaus, wovon sich nur Reste erhalten haben, und das Zucht- und Waisenhaus, Böttchergasse 9, welches 1713 von Christian Richter errichtet wurde und derzeit in einem schlechten Zustand sich befindet.
Ein Teil des Zucht- und Waisenhauses wurde, beim Luftangriff im April 1945 beschädigt. Ebenso wie das Zeughaus und weitere Bauten des Zeughof-Ensembles wurden auch die östlich vom Waisenhaus an der Böttchergasse stehenden Gebäude abgetragen.
Dort entstand 1959 der Wohnblock Böttchergasse 1–3, dessen Ein- und Zweizimmerwohnungen über Laubengänge erschlossen werden.
Obwohl es keine konkreten Planungen für die städtebauliche Entwicklung und Wiederbebauung des Zeughof-Geländes gibt, wurde das dreigeschossige Gebäude durch die Weimarer Wohnstätte seit der Jahrtausendwende bereits zweimal mit dem Hinweis auf eine bevorstehende Umnutzung vollständig beräumt. Es stand dadurch über viele Jahre leer und verbleibt bis heute (2025) ungenutzt.
Im Oktober 2021 wurde das Gebäude über mehrere Stunden besetzt, um auf den langen Leerstand trotz Wohnungsnot aufmerksam zu machen.
Ein Großaufgebot von Polizei und Feuerwehr brach sämtliche Türen des Gebäudes gewaltsam auf, nachdem dieses von den Demonstranten bereits wieder verlassen worden war.
Die Böttchergasse verläuft südlich der Geleitstraße, in welcher sie beidseitig einmündet.